# Szentkatalin
Szentkatalin je selo u južnoj Mađarskoj.
Zauzima površinu od 13,31 km četvorni.

## Zemljopisni položaj
Nalazi se na 46° 10' sjeverne zemljopisne širine i 18° 3' istočne zemljopisne dužine. 
Karácodfa je neposredno sjeverno, Gustot je 2 km istočno, Korvođa je 1,5 km južno, Kishajmás je 2,5 km sjeveroistočno, Kisbesterce je 2,5 km sjeverozapadno, Bakóca je 4,5 km sjeverozapadno, a Tević je 3 km jugozapadno.

## Upravna organizacija
Upravno pripada Selurinačkoj mikroregiji u Baranjskoj županiji. Poštanski broj je 7681. 

## Povijest
Naseljena još u brončano doba i u vrijeme starog Rima.
1542. se spominje kao Zenth Caterina.

## Stanovništvo
Szentkatalin ima 155 stanovnika (2001.). Stanovnici su Mađari, a Roma je 2%. Tri četvrtine stanovnika su katolici, a 10% su kalvinisti.

## Vanjske poveznice
- Szentkatalin na fallingrain.com